# Falak Sher
Der Falak Sher (auch Falak Sar) ist ein markanter 5918 m hoher Berg im äußersten Norden des Ushu-Tals und des Swat-Distrikts in der pakistanischen Provinz Khyber Pakhtunkhwa im Hinduraj. An seinen Flanken wachsen bis zu einer Höhe von ca. 2800 m hauptsächlich Kiefern aber auch Himalaya-Zedern; die Gipfelregion ist ganzjährig schneebedeckt.

## Besteigungsgeschichte
Der Berg wurde im Jahr 1957 von den Neuseeländern W.K.A Berry und C.H. Tyndale-Biscoe über den Nordgrat erstbestiegen. Mittlerweile ist der Berg mehrmals bestiegen worden.

## Diverses
Der Falak Sher ist das Motiv einer pakistanischen Briefmarke.